# 鲁尔达伦
鲁尔达伦（荷蘭語：Roerdalen）是荷蘭的一個市鎮，位於荷蘭東南部，在行政區劃上屬於林堡省。2007年，鲁尔达伦有人口約2.1萬人。該市靠近德國國界。

## 外部連結
- 维基共享资源上的相關多媒體資源：鲁尔达伦
- （荷兰文） Official website